# 松井愛莉
松井 愛莉（まつい あいり、1996年〈平成8年〉12月26日 - ）は、日本の女性ファッションモデル、女優、歌手であり、女性アイドルグループさくら学院の元メンバー、『ニコラ』、『Ray』の元専属モデルである。
福島県いわき市出身。アミューズ所属。

## 略歴
父親に「受かったらケータイ買ってあげる」とのせられ、2009年、ティーン向けファッション雑誌『ニコラ』（新潮社）の第13回ニコラモデルオーディションに応募し、1万4076人の中からグランプリを受賞。同年10月号より同誌の専属モデルとしてデビュー。
2010年4月、さくら学院のメンバーとなり、同年12月8日に同グループとしてメジャーデビュー。また、三吉彩花との派生ユニット「新聞部 SCOOPERS」としても活動する。
『ニコラ』2011年1月号で初めて表紙を飾る。また、2011年4月よりニコラネット内ニコ☆ログの担当となった。同年3月号には、オーディション出身同期で同い年の古畑星夏、池田依來沙、春川芽生とニコラ内のユニットを結成し、ニコラ読者からユニット名を募集、5月号にユニット名が「♡4ever（ラブフォーエバー）」に決定した。
2011年7月、「魔法のiらんど」の2011年度イメージガールに起用される。
2012年3月25日、さくら学院を卒業。同年6月より「レコールバンタンハイスクール」の2012年度イメージモデルとして活動する。
2013年2月15日、結婚情報誌『ゼクシィ』（リクルート）の2013CMガールオーディションで、応募者400人の中からグランプリに選ばれる。ゼクシィ6代目CMガールとして約1年間、同誌のCMに出演。2月、『ニコラ』2013年3月号で自身初の単独表紙を飾る。同年代では古畑星夏・池田依來沙に続き3人目の単独表紙となる。2013年4月（2013年5月号）を持って『ニコラ』を卒業。表紙掲載回数は9回（内単独表紙1回）であった。また、「第92回全国高等学校サッカー選手権大会」の応援マネージャーに起用された。同年8月期フジテレビ系土ドラ『山田くんと7人の魔女』でテレビドラマ初出演を果たし、女優デビュー。
2014年7月期関西テレビ・フジテレビ系火9ドラマ『GTO』でゴールデンプライムタイムの連続ドラマ初出演。同年8月から、それまで散発的に登場していたファッション誌『Ray』（主婦の友社）の専属モデルとなり、同月に発売された10月号で初めて同誌の表紙を飾った。専属モデルになった月に表紙を飾るのは、『Ray』の26年の歴史上初の快挙となった。同年11月22日、映画『想いのこし』で映画初出演。
2015年10月6日、YouTubeにて同30日まで配信されたドラマ『ラストキス』でドラマ初主演。
2016年3月13日、テレビ東京系スペシャルドラマ『空腹アンソロジー』で地上波テレビドラマ初主演。
2018年2月26日、CBCテレビにて3月26日まで放送された連続ドラマ『こんなところに運命の人』で地上波連続ドラマ初主演。
2020年7月3日、映画『癒しのこころみ〜自分を好きになる方法〜』で映画初主演。同年10月号をもって『Ray』専属モデルを卒業した。
2024年6月8日、朗読劇『恋空』で前田拳太郎と主演を務め、舞台初出演にして初主演。

## 人物
『月刊MelodiX!』（テレビ東京）に出演した際、「さくら学院成長株（直すべき箇所が多いメンバー）ランキング」にて1位に選ばれた。鬼ごっこなどで遊ぶとき、負けず嫌い故に小学生のメンバーにも遠慮せず、なかなか負けてくれないからとのこと。これに対し松井は「負けず嫌いじゃないよ。負けず嫌いはすーさん（中元すず香）だよ」と返したが、司会の山里亮太に「自分に言われた事を「私違う」って言って人に言うところがもう負けず嫌い」と突っ込まれた。また、武藤彩未は「愛莉は、不思議ちゃんなイメージが強いと思いますが、本当は、すごく、努力家で、負けず嫌いでもあります」と述べている。
愛称は「アイリーン」。『ニコラ』では「まついちゃん」という愛称が用いられている。これは、当時ニコラのモデルだった城戸愛莉と名前が被っていたため、ニコラ読者からニックネームを募集し、つけられたものである。
左利きである。
同じくさくら学院のメンバーであった三吉彩花とは現在でも仲が良く、2人の総称を"みよまつ'"と称する。
ニコラモデル出身者では、古畑星夏、泉はる、野中葵、八木アリサ、飯豊まりえなどと仲が良い。松井、三吉、八木で出かけることもある。ニコラ時代は古畑、池田エライザ、春川芽生の4人の総称をラブ・フォーエバーと称された。佐野ひなことも親交がある。同じ『Ray』専属モデルの中では佐藤晴美、朝比奈彩、松元絵里花と仲が良い。中でも佐藤とは共通点が多いこともあり、2人のコンビはAI&HARU(アイハル)と称されており、2017年『Ray』6月号では初めて2人だけで表紙を務めた。
佐藤晴美、鹿沼憂妃と共にRayでは"美脚三姉妹"と称されている。
『行列のできる法律相談所』（2014年3月9日、日本テレビ）に「第92回全国高等学校サッカー選手権大会」で優勝した富山第一高等学校の大塚一朗親子と大塚翔の大好きなアイドルとして一緒に出演。
2015年に初の写真集が発売されたが、この写真集の撮影までビキニを着た経験が無かった。
自身のブログの記述からすれば2歳上の姉と3歳下の弟がいる。弟はU-17サッカー日本代表経験があり、矢板中央高校から法政大学でプレーし、2022年シーズンからJリーグ川崎フロンターレに加入し、現在はベガルタ仙台でプレーしている松井蓮之。
『相棒』S23-16話『花は咲く場所を選ばない』（テレビ朝日、2025年2月19日放送）で共演した山谷花純とは、生年月日（1996年12月26日）・血液型（O型）・東北地方出身という共通点があるものの、出身県だけが違う。

## 出演

### ランウェイ
ランウェイは便宜上、SPRING/SUMMER→S/S、AUTUMN/WINTER→A/Wとする。
- 神戸コレクション（2013年S/S、2014年S/S、2014年A/W、2015年A/W）
- 東京ランウェイ（2013年S/S、2014年S/S、2014年A/W、2015年S/S[43][44][45]）
- 札幌コレクション（2013年S/S、2015年S/S）
- 東京ガールズコレクション（2013年S/S、2014年A/W、2015年S/S、2016年S/S、2016年A/W、2017年S/S、2017年A/W、2018年S/S）
- Girls Award（2013年A/W、2015年S/S、2017年S/S）
- 関西コレクション（2015年S/S、2014年S/S、2015年S/S[46]、2017年A/W）
- 福岡アジアコレクション（2015年S/S）
- 東北ドリームコレクション（2015年A/W）

### ライブイベント
- みよまつ Happy Halloweeeen!! 〜ふたりのtrick ♥ 秘密のtalk〜（2015年10月31日）[47]
- さくら学院 5th Anniversary LIVE 〜for you〜（サプライズゲスト出演、2015年12月6日）[48]

### カバーモデル
- 「アイのうた Bitter Sweet Tracks→mixed by Q；indivi+」 / 「アイのうた J-POP NON STOP MIX → MIXED BY DJ FUMI★YEAH!」（2014年7月23日）[注 2][49]

### カタログ
- オンワード樫山 組曲PURETE 2012年秋冬（2012年）

### テレビドラマ
- 山田くんと7人の魔女（2013年8月10日 - 9月28日、フジテレビ） - 滝川ノア 役[17]
- GTO（2014年7月8日 - 9月16日、関西テレビ） - 古谷佳永子 役[18]
- 地獄先生ぬ〜べ〜（2014年10月11日 - 12月13日、日本テレビ） - 稲葉郷子 役[50]
- エイジハラスメント 第8話・最終話（2015年9月3日・10日、テレビ朝日） - 塩野レナ 役[51]
- あの日見た花の名前を僕達はまだ知らない。（2015年9月21日、フジテレビ） - 安城鳴子 役[52]
- 空腹アンソロジー（2016年3月13日、テレビ東京） - 主演・ミサキ 役[23]
- 私 結婚できないんじゃなくて、しないんです 第3話 - 第7話（2016年4月29日- 5月27日、TBS） - 佐伯エリ 役
- ドラマ甲子園「変身」（2016年10月19日、フジテレビTWO） - ヒロイン・黒木美寿々 役[53]
- ラブホの上野さん（フジテレビ） - Season1ヒロイン・中瀬麻衣 役
  - Season1（2017年1月18日 - 4月5日）[54]
  - Season2 第4話・第6話・第10話・最終話（2017年11月2日・16日・12月14日・21日）
- 3人のパパ（2017年4月19日 - 6月21日、TBS） - ヒロイン・渡辺華 役[55]
- オトナ高校（2017年10月14日 - 12月9日、テレビ朝日） - ヒロイン・姫谷さくら 役[56]
- コンデラタロウ（2018年1月4日 - 7日、NHK） - 神永ジンコ 役[57]
- オー・マイ・ジャンプ! 〜少年ジャンプが地球を救う〜 第10話（2018年3月16日、テレビ東京） - 黒塚香奈 役[58]
- こんなところに運命の人（2018年2月26日 - 3月26日、CBCテレビ） - 主演・松本陽子 役[24][59]
- グッド・ドクター（2018年7月12日 - 9月13日、フジテレビ） - 森下汐里 役[60]
- 僕の初恋をキミに捧ぐ（2019年1月19日 - 3月2日、テレビ朝日） - 五十嵐優実 役[61]
- これは経費で落ちません!（2019年7月26日 - 9月27日、NHK総合） - 中島希梨香 役[62]
- この男は人生最大の過ちです（2020年1月19日 -3月22日 、朝日放送テレビ） - ヒロイン・佐藤唯 役[63]
- 知らないのは主役だけ（2020年9月28日、関西テレビ） - 本人 役[64]
- 社内マリッジハニー（2020年11月13日 - 12月25日、MBS） - 主演・春田あみ 役[65]（板垣瑞生とW主演）
- 福岡恋愛白書16 クリスマス狂想曲（2021年3月27日、九州朝日放送） - 主演・柴田遥香 役[66]
- ナイト・ドクター 第4話（2021年7月12日、フジテレビ） - 花園詩織 役[67]
- IP〜サイバー捜査班 第7話（2021年8月26日、テレビ朝日） - 影森瞳 役
- つまり好きって言いたいんだけど、（2021年10月7日（6日深夜）- 11月11日（10日深夜）、テレビ東京）- 栗尾あゆみ 役[68]
- 今野敏サスペンス 憐情 警視庁強行犯係・樋口顕（2022年2月7日、テレビ東京） - 羽澄京子 役
- 受付のジョー（2022年4月26日（25日深夜） - 6月28日、日本テレビ） - 春口光咲 役[69]
- 警視庁・捜査一課長 season6 第7話（2022年5月26日、テレビ朝日） - 土田一花 役[70]
- エロい彼氏が私を魅わす（2022年6月7日 - 8月9日、フジテレビ） - 主演・境野仁美 役[71][注 3]
- ブラック/クロウズ〜roppongi underground〜（フジテレビ） - ヒロイン・詩歩 役
  - ブラック/クロウズ〜roppongi underground〜（2022年6月29日・7月6日）[72]
  - ブラック/クロウズ〜roppongi underground〜2（2022年12月14日・21日）[73]
- ブルーバースデー（2023年2月8日 - 3月29日、関西テレビ） - 主演・尾崎花鈴 役[注 4][74]
- ママはバーテンダー〜今宵も踊ろう〜 第4話（2023年2月9日、BS-TBS） - 福原彩葉 役[75]
- ホテルマン東堂克生の事件ファイル〜日光鬼怒川温泉殺人事件〜（2023年3月18日、BS-TBS） - 神林早希 役[76]
- 3年VR組（2023年3月27日、関西テレビ） - ヒロイン・内田みちる / 町野みちる 役[77]
- 合理的にあり得ない 〜探偵・上水流涼子の解明〜 第8話（2023年6月5日、関西テレビ・フジテレビ） - 矢上陽菜 役[78]
- トリリオンゲーム 第3話（2023年7月28日、TBS） - アイミ 役[79]
- 白暮のクロニクル（2024年3月1日 - 5月17日、WOWOW） - ヒロイン・伏木あかり 役[80][81]
- これから配信はじめます 第1話・第2話（2024年3月9日・16日、テレビ東京） - 第1話主演・桂木美緒 役[82]
- シークレット同盟[83]（2024年4月5日 - 6月21日、読売テレビ） - 主演・宇吹詩杏 役[84]
- 藤子・F・不二雄 SF短編ドラマ シーズン2「いけにえ」（2024年5月26日、NHK BSプレミアム） - ヒロイン・ミキ 役[85]
- 西園寺さんは家事をしない（2024年7月9日 - 9月17日、TBS） - 楠見瑠衣 役[86]
- 錦糸町パラダイス〜渋谷から一本〜（2024年7月13日 - 9月28日、テレビ東京） - OL① 役[87]
- 相続探偵 第1話（2025年1月25日、日本テレビ） - 今畠美樹 役[88]
- 相棒 season23 第16話「花は咲く場所を選ばない」（2025年2月19日、テレビ朝日）- 虻川希美 役[89]
- 子宮恋愛（2025年4月11日 - 6月27日、読売テレビ） - 主演・苫田まき 役[90]
- スティンガース 警視庁おとり捜査検証室 第1話（2025年7月22日、フジテレビ） - ディーラーのD子 役[91]

### 配信ドラマ
- ラストキス（2015年10月16日・23日・30日、YouTube） - 主演・真夏 役[22]
- オトナ高校スピンオフ〜炎上のチェリークリスマス♡〜（2017年12月17日、AbemaTV） - 姫谷さくら 役
- Re：名も無き世界のエンドロール 〜Half a year later〜（2021年1月29日、dTV） - ミチル 役[92]
- TOKYO CREATIVE SALON GINZA ”SPECIAL MOVIE”（2021年3⽉18⽇、YouTube） - 主演・ユキ 役
- エロい彼氏が私を魅わす（2021年9月18日 - 11月6日、全8回、FOD） - 主演・境野仁美 役[93]
- クロちゃんずラブ〜やっぱり、愛だしん〜 最終話（2023年3月25日、Paravi） - 最終話ヒロイン・亜希子 役[94]
- ブルーバースデー 〜最高の誕生日〜 （2023年3月29日・31日、dTV） - 主演・尾崎花鈴 役[95]
- デキる女は痛い女?!（2023年5月10日 ⁻ 31日、YouTube「MAPUTI official」） - 主演・吉澤美佳 役[96]
- ケンシロウによろしく（2023年9月22日 - 、DMM TV） - 沢村ルナ 役[97]

### 映画
- 想いのこし（2014年11月22日、東映） - 犬塚ケイ 役[21]
- 映画 ビリギャル（2015年5月1日、東宝） - 本田美果 役[98]
- 通学シリーズ（ポニーキャニオン） - 森下優名 役[99]
  - 通学電車（2015年11月7日） - ヒロイン
  - 通学途中（2015年11月21日）
- 青空エール（2016年8月20日、東宝映画） - 脇田陽万里 役
- 劇場版 新・ミナミの帝王（2017年1月14日、KATSU-do） - 鶴丸美月 役[100]
- フォルトゥナの瞳（2019年2月15日、東宝） - 植松真理子 役[101]
- どすこい!すけひら（2019年11月1日、アークエンタテインメント） - 藤代あい子 役[102]
- 癒しのこころみ〜自分を好きになる方法〜（2020年7月3日、イオンエンターテイメント） - 主演・一ノ瀬里奈 役[25][103]
- 砕け散るところを見せてあげる（2021年4月9日、イオンエンターテイメント） - 尾崎 姉 役[104]
- 総理の夫（2021年9月23日、東映／日活） - 伊藤るい 役[105]
- こいびとのみつけかた（2023年10月27日、ジョーカーフィルムズ） - ユイ 役[106]
- クレイジークルーズ（2023年11月16日、Netflix） - 兼良里菜 役[107][108]

### 舞台
- 朗読劇『恋空』（2024年6月8日、シアター1010） - 主演・田中美嘉 役[27]
- Come Blow Your Horn〜ボクの独立宣言〜（2024年10月3日 - 20日、新国立劇場 中劇場 / 10月25日 - 28日、森ノ宮ピロティホール） - ペギー・エヴァンス 役[109]

### テレビ番組
- Going!Sports&News（2015年4月5日 - 2016年3月27日、日本テレビ） - お天気キャスター
- 痛快TV スカッとジャパン「バスガイドを潰す添乗員」（2017年2月13日、フジテレビ） - 主演・新人バスガイド 役
- 世界の村のどエライさん（2018年3月19日、フジテレビ）ヨルダン編リポーターとして出演。
- 沼にハマってきいてみた（2018年10月2日 - 、NHK Eテレ） - 火曜、水曜MC[110]
- ダーウィンが来た!「かわいい!動物の赤ちゃん大特集」（2020年9月13日、NHKテレビ） - 『沼にハマってきいてみた』とのコラボ企画として、新井秀和（NHKアナウンサー）と共に那須どうぶつ王国を訪れた。
- グータンヌーボ2（2021年4月6日、関西テレビ）
- THE突破ファイル（2022年4月14日、日本テレビ）- 松井係員 役

### CM
- リクルートマーケティングパートナーズ ゼクシィ（2013年5月 - 2014年4月） - 6代目CMガール[111][112]
- 朝日新聞 合格応援BOOK（2013年7月 - ）
- GREE Grani 神獄のヴァルハラゲート（2013年9月 - ）[113][114]
- ロッテ
  - Fit's（2014年2月 - ）
  - ガーナミルクチョコレート（2014年 - 2017年）[115][116][117][118][119][120][121][122]
- ジュピターテレコム(J:COM) ど根性編・どシンプル編（2015年11月 - ）
- ダイドードリンコ「miu」（2016年）[123]
- フィールズ タワー オブ プリンセス 「プリンセスとの出会い篇」、「みんなで冒険篇」 （2016年）[124]
- サンリオキャラクターズ ファンタジーシアター（2016年）
- ロッテアイス「ガーナアイス」（2016年）[125]
- 花王 「ソフィーナオーブ　ブラシひと塗りシャドウN」（2018年）
- CJ　美酢(ミチョ)「収穫祭 いちご&ジャスミン」篇（2019年6月17日 - ）[126]
- 因幡電機産業[127][128]
  - 「街を奏でる」篇（2019年10月 - ）
  - 「街を描く」篇（2020年10月 - ）
- クレディセゾン「Likeme by saison card」＜いま、私のすきな私にであう＞松井愛莉 編（2021年3月3日 - ）
- 廣済堂「求人情報サービスWorkin」「Hello, New Me!」篇（2021年5月1日 - ）[129][130]
- 医療法人社団グロウクリニック （2021年7月17日 - ）WEB CM

### スチール・広告
- ワールド ピンクラテ（2011年 - ） - イメージモデル
- 魔法のiらんど（2011年 - ） - イメージガール
- ハニーズ COLZA（2012年） - イメージモデル
- レコールバンタンハイスクール（2012年 - ） - 2012年度イメージモデル
- 全国消防協会 / 消防庁（総務省） 秋の全国火災予防運動ポスター（2013年）[131]
- Galaxy（2018年ほか） - スペシャルアンバサダー、WebCM出演

### MV
- ケラケラ 「さよなら大好きだったよ」（2013年2月27日）
- コブクロ 「hana」（2015年4月20日）
- MACO 「Kiss」（2015年）[22]
- indigo la End 「心雨」（2016年2月3日）[注 5]
- コレサワ「あたしが死んでも」（2020年11月27日）[132]
- ASTRO「1番好きな人にサヨナラを言おう」（2022年11月30日）
- wacci 「そういう好き」（2024年4月24日）

### ネット配信
- nicola©（2009年、goomo） - 不定期出演
- コアラの夏祭り音頭（2014年7月8日、LotteChocomotionTV）[133]
- 安室奈美恵ファッション総選挙　FASHION MOVIE BEST 50（2018年9月9日、AbemaTV）[134]

## 書籍

### 雑誌連載
- nicola（2009年10月号 - 2013年5月号、新潮社） - 専属モデル
- Ray（2014年10月号 - 2020年10月号、主婦の友社） - 専属モデル

### ムック
- D-GIRLS 〜ソーシャルメディアの踊り手たち〜（2012年4月11日、玄光社）ISBN 4768303706
- girls!(35)（2012年5月25日、双葉社）ISBN 4575452920

### 写真集
- Airy（2015年3月27日、ワニブックス、撮影：長野博文）ISBN 978-4847047411

### フォトブック
- ハタチ

### その他出版物
- 月刊旅色 2025年4月号（電子雑誌、株式会社ブランジスタメディア、2025年3月25日発行） - 表紙と「福島県大熊町の巡り方」ナビゲートを担当[135]

### カレンダー
- 松井愛莉 2022-2023 カレンダー（2022年3月12日発売予定）

## 受賞
- 第14回クラリーノ美脚大賞2016・ティーン部門（2016年）[136]